# Donja Borovica
Donja Borovica je naseljeno mjesto u općini Vareš, Federacija Bosne i Hercegovine, BiH.
Nalazi se u blizini starog kraljevskog grada Bobovca.

## Povijest
U srednjem vijeku područje Borovice je poznato po rudnom bogatstvu, pa se i samo porijeklo stanovnika Borovice povezuje s dolaskom saških rudara, iz Njemačke. Prvi spomen mjesta Borovica nalazi se u izvješću biskupa fra Jeronima Lučića gdje navodi da je 22. travnja 1673. godine u tom mjestu (Boroviza) zajedno s četiri fratra krizmao 19 osoba, te da mjesto nema crkvu nego vjernici idu u crkvu sv. Ivana Krstitelja u Sutjesku (danas Kraljeva Sutjeska). 
Prvi podaci o Gornjoj i Donjoj Borovici te o broju stanovnika su iz Šematizma Bosne Srebrene iz 1856. godine. Donja Borovica je tada imala 43 katoličke obitelji i 232 katolika. Borovica postaje 1922. godine samostalna župa, a 1924. sagrađena je župna crkva. Godine 1993. muslimanski eksremisti su minirali i zapalili župnu crkvu, vjeronaučnu dvoranu, župnu kuću zajedno s knjižnicom i arhivom, devastirali groblje i kapelicu na groblju, a sve Hrvate katolike s tog područja protjerali u izbjeglištvo. Dana 5. studenoga 1993. pripadnici Armije BIH počinili su ratni zločin nad hrvatskim civilima i zarobljenim vojnicima. Križ na platou ispred crkve srušen je i razbijen.

## Stanovništvo
Naseljena je isključivo Hrvatima. Do rata 1990-ih u Borovici iz dva dijela živjelo je 1300 mještana. Armija BiH iz Kaknja je potpuno spalila i porušila Borovicu i nekoliko okolnih sela, pobila veći broj mještana, dok su ostali mještani protjerani. Borovica je većim dijelom obnovljena poslije rata. Nova crkva izgrađena je pored ostataka temelja srušene stare crkve. Povratak je bio slab. Godine 2001.
Odgovornost za nehumano ponašanje prema Hrvatima koji su se pokušali vratiti nakon potpisivanja Washingtonskog sporazuma je u civilnim i vojnim strukturama Općine Vareš, a posebno na predsjednici Ratnog predsjedništva Općine Vareš Mervani Hadžimurtezić, predsjedniku Izvršnog odbora Općine Vareša Hrustemu Mališeviću i izvršitelju naredbi prethodno dvoje, načelniku policijske postaje Vareša Seadu Opereti.
Godine 2001. započela je gradnja nove crkve. U Zagrebu u Hrvatskoj, gdje je danas najveći broj Borovičana, osnovana je Zavičajna zajednica Borovičana, sa svrhom promoviranja istine o Borovici, pomoći i ponovnom oživljavanju te očuvanju tradicije i kulture ovoga mjesta.

### 1991.
Nacionalni sastav stanovništva 1991. godine, bio je sljedeći:
ukupno: 468
- Hrvati - 460
- Srbi - 2
- Jugoslaveni - 6

### 2013.
Nacionalni sastav stanovništva 2013. godine, bio je sljedeći:
ukupno: 72
- Hrvati - 72

## Kultura
Međunarodna kulturno-zabavna likovna kolonija Art Colony.